# ولد ملكا
وُلِدَ ملِكاً (بالإنجليزية: Born a King) هو فيلم درامي تاريخي عالمي. أنتج في عام 2019، ويحكي قصة زيارة الملك فيصل بن عبد العزيز آل سعود ثالث ملوك المملكة العربية السعودية ، إلى المملكة المتحدة في عام 1919. الفيلم إنتاج مشترك بين بريطانيا، أستراليا والسعودية. أنتج الفيلم بواسطة المنتج أندريس غوميز، وتم تأليفه من قبل هنري فرتز، بدر السماري وري لوريجا، وأخرج الفيلم الأسباني أغوستي فيلارونغا. مثل الفيلم هيرميوني كورفيلد، لورنس فوكس، إد سكرين، جيمس فليت، عبد الله علي وراكان عبد الواحد. وفي نوفمبر 2019 حاز الفيلم على جائزة أفضل فيلم روائي في مهرجان INWARD EYE FILM

## تفاصيل الفيلم
بدأ العمل على الفيلم منذ عام 2015، وانتهى إنتاجه في عام 2019. وجرى تصويره ما بين مدينتي الرياض ولندن. تم عرضه بشكل خاص مرتين في مدينة الرياض، بحضور دبلوماسيين ومثقفين وإعلاميين من داخل السعودية وخارجها.

## القصة
يحكي فيلم «ولد ملكاً» قصة حقيقية غير إعتيادية للأمير فيصل بن عبد العزيز آل سعود البالغ من العمر 13 عاماً، ابن عبد العزيز آل سعود أول ملك لـ المملكة العربية السعودية، والذي أُرسل عام 1919 في مهمة دبلوماسية في وقت صعب وهي فترة ما بعد الحرب العالمية الأولى.

## الممثلين
- إد سكراين بدور جون فيلبي
- هيرميون كورفيلد بدور ماري الأميرة الملكية وكونتيسة هاروود
- عبد الله علي بدور الملك فيصل بن عبد العزيز آل سعود
- يوسف السعيد بدور الملك فيصل بن عبد العزيز آل سعود في طفولته.
- لورانس فوكس بدور توماس إدوارد لورنس
- راكان عبد الواحد بدور الملك عبد العزيز آل سعود
- جيمس فليت بدور الملك جورج الخامس
- سيلين جونز بدور ونستون تشرشل
- روبين أوشانديانو بدور آل ثنيان
- ايدان مكاردل بدور همفري بومان
- مارينا جاتيل بدور ستيلا
- كينيث كرانهام بدور جورج كرزون
- لويس ريفز بدور إدوارد الثامن ملك المملكة المتحدة